# Keisuke Matsuo
Keisuke Matsuo (japanisch 松尾 敬介 Matsuo Keisuke; * 28. Juli 1996) ist ein japanischer Volleyballspieler.

## Karriere
Matsuo spielte zunächst bei japanischen Vereinen. 2021 wechselte er zum israelischen Erstligisten Hapoel Kfar Saba. In der Saison 2022/23 war der Libero in der finnischen Liga bei Savo Volley aktiv. Danach spielte er in Aserbaidschan bei Khari Bulbul Şuşa VC. 2024 wurde er vom deutschen Bundesligisten WWK Volleys Herrsching verpflichtet.